# Buddyjska kultura prawna
Buddyjska kultura prawna – normy wpływające na zachowanie około 353 milionów wyznawców buddyzmu, wywodzące się z poglądów religijnych, etycznych, filozoficznych i społecznych, które łączą się ściśle z buddyzmem. Kultura prawna buddyzmu dotyczy ludzi mieszkających w wielu krajach świata, zaliczanych do buddyzmu północnego, południowego oraz wschodniego. Buddyzm północny znajduje wyznawców w Nepalu, Bhutanie, Tybecie oraz Mongolii. Buddyzm południowy dominuje w Sri Lance, Tajlandii, Laosie i Kambodży. Natomiast buddyzm wschodni funkcjonuje w Korei, Japonii, Wietnamie, Hawajach oraz Chinach.
Buddyjską kulturę prawną można opisać, opierając się na tekstach utrwalonych przez mnichów w formie pism zawierających: reguły życia mnichów (Kosz dyscypliny), kazania, przypowieści i przysłowia Buddy (Kosz kazań) i komentarze na temat myśli buddyjskiej (Kosz wyższej doktryny).
Język pism religijnych, zawierających zasady buddyjskiej kultury prawnej to język pali, wywodzący się z sanskrytu oraz języki chiński i tybetański.
Buddyjska kultura prawna oparta została na tożsamości prawa i religii, podobnie jak w kulturze prawnej hinduistycznej, konfucjańskiej i animistycznej.

## Cechy kultury prawnej buddyzmu
Wynikają one z myśli światopoglądowej, filozoficznej, religijnej i doktrynalnej buddyzmu.

### Moralizm
Oznacza pierwszeństwo zasad moralnych przed normami prawnymi. Kryteria etyczne stanowią tu podstawę wszelkich ocen. Dobro moralne uznawane jest za podstawowy cel, którym człowiek powinien kierować się w swoim postępowaniu. Moralizacja nie może obejmować norm prawnych, które nie zawierają treści moralnych np. niektórych norm prawa administracyjnego. Prawo ma ściśle moralistyczne uzasadnienie, a samo słowo dharma (prawo) oznacza: prawdę, cnotę, prawość i obowiązek.
Normy moralne buddyzmu to: Cztery Szlachetne Prawdy oraz ośmioraka ścieżka.
Cztery Szlachetne Prawdy:
1. Życie człowieka jest nieszczęśliwe.
2. Przyczyną nieszczęśliwości jest pożądanie i egoizm (sanudaja).
3. Wyzbywając się tego można osiągnąć stan nirwany (nirodha).
4. Wkroczyć na ośmioraką ścieżkę tego, co właściwe (magga).

Ośmioraka ścieżka:
- Wkroczenie na ośmioraką ścieżkę tego, co właściwe (magga) – mowa, medytacja, myślenie, poglądy, zarobkowanie, postępowanie, dążenie oraz skupienie.
- Ścieżka ma doprowadzić do pancasila – norm dotyczących powstrzymania się od fałszywej mowy, czynienia krzywdy, brania tego, co nie zostało dane oraz przyjmowania substancji skutkujących utratą przytomności[1].

### Humanitaryzm
Humanitaryzm oznacza propagowany w buddyzmie ideał wszechogarniającej miłości (bodhisattwa). Należy powstrzymywać się od czynienia krzywdy żywym istotom, ze względu na ochronę świętości życia (ahinsa). Pozbawianie życia stanowi zasadnicze naruszenie norm buddyzmu.

### Bezdogmatowość
Bezdogmatowość to niewystępowanie nienaruszalnych tez dotyczących wyznawanej wiary, co umożliwia wyznawcom buddyzmu nieograniczone poszukiwanie istoty prawdy ostatecznej.

### Synkretyzm
Synkretyzm objawia się w występowaniu różnorodnych elementów pochodzących z innych, odrębnych kultur.

## Ideowe podstawy kultury prawnej buddyzmu

### Prawo natury
Buddyzm wprowadza do kultury rozumienie prawa natury, które wytyczone jest przez bezgraniczny oraz wieczny wszechświat. Należy do niego społeczeństwo z określonymi, właściwymi prawami. Prawa natury porządku społecznego istnieją w dharmadhatu – wspólnocie ludzi niezwiązanej normami wywodzącymi się z zewnątrz niej. We wspólnocie obowiązują właściwe prawa, przełamujące sprzeczność dobra i zła, prawdy i fałszu, piękna i brzydoty, przyjemności i bólu oraz prawości i nieprawości. Normy te wyrażają się w umyśle człowieka jako prajna i karuna. Prajna oznacza wiedzę z zewnątrz człowieka, a karuna to wiedza przyrodzona, pochodząca z wnętrza człowieka. Prawidłowe wykorzystanie tych mądrości umożliwia człowiekowi uzyskanie szczęśliwości.

### Prawokarmy
Prawo karmy występuje zarówno w kulturze buddyzmu, jak i kulturze hinduizmu, z której wywodzi się jego istota. Prawo karma – prawo akcji i reakcji – oznacza, że wszystkie akcje – zachowania ludzkie skutkują właściwą oceną czynów w doczesnym lub następnym życiu człowieka. Karma dotyczy wszystkich czynów oraz wszelkich ocen zachowań – zarówno dobrych, jak i złych. Prawo to jest niepodważalne oraz bezosobowe. Żadna istota ponadludzka nie może oceniać zachowań społeczeństwa. Oprócz przyczyny i skutku konieczne są warunki, które pozwolą wcześniej istniejącym przyczynom rozwinąć się w skutki. Buddyzm zakłada, że żaden człowiek nie uniknie konsekwencji złych czynów, których dokonał. Natomiast dobre uczynki skutkują otrzymaniem określonego dobra. Prawo karmy charakteryzuje się dynamizmem oraz zmiennością. Dzięki temu duchowe wyzwolenie staje się możliwe. Prawo karmy jest najbardziej ogólnym ze wszystkich praw. Na początku karma dotyczyła jedynie magicznych działań braminów w religijnych zwyczajach. Dopiero około VI stulecia rozciągnęło swój zakres na wszystkie czyny.

### Etyka motywacji
Budda podkreślił istotę czynów ukrytych i niespełnionych (citta-karma), dostrzegając występność natury ludzkiego umysłu. Dobro i zło wynikają z jego stanów. Wiąże się z tym problemem zagadnienie etyki motywacji. Wpływa ona na rozgraniczenie pomiędzy zamiarem czynienia zła (czynami umyślnymi) a popełnionymi nieświadomie lub przez przypadek. Odkrycie przez Buddę tego rozróżnienia wpłynęło na postrzeganie relacji między winą i karą, a także indywidualizację odpowiedzialności. 

## Skodyfikowane zasady prawne buddystów

### Prawo zakonne
Reguły zakonne zwane vinaya stanowią zbiór norm, którymi w swoim postępowaniu powinni kierować się mnisi. Należą one do kanonu kultury normatywnej buddyzmu. Budda zakładając własną wspólnotę, wyznaczył zasady nią rządzące. Różnorodne grupy buddyzmu stosują własne normy, które składają się na kodeks prawa zakonnego (vinaya). Reguluje on osobiste oraz wspólnotowe zachowania mnichów. Normy w nim zawarte są bardzo szczegółowe, ponieważ systematyzują nie tylko wszystkie przewinienia, ale również osobiste marzenia oraz pragnienia. Niektóre odłamy buddyzmu rządzą się własnymi normami, opierając się na 250 normach podstawowych.
Reguły prawa zakonnego miały duży wpływ na chińskie prawo świeckie. Chińscy władcy będący buddystami pod wpływem wyznawanych zasad złagodzili swoją surowość, kierując się „litością”, która jest stawiana jako jedno z wymagań wobec buddystów. Takim władcą znanym z łagodności był Liang Wudi, pierwszy cesarz z dynastii Liang.
Niektórzy z buddystów uważali, że prawo mogłoby być zbędne, gdyby jego wyznawcy osiągnęli stan doskonałości. Podawano różne daty końca prawa. Jakiś czas potem politycznym skutkiem niezadowolenia z opóźniania tego faktu była mobilizacja społeczeństwa do chińskiej rewolucji komunistycznej.
Początkowo wyznawcy buddyzmu nie akceptowali praw państwowych. Na tym tle dochodziło wielokrotnie do konfliktu między prawem Buddy a prawem władcy, cesarza. W późniejszym czasie wspólnota zakonna i państwo współistniały pokojowo. Jednak w VI wieku na północy Chin wspólnoty zakonne rozbudowały własną biurokrację, ściągając dodatkowo podatki, posiadały własne sądownictwo, ale ostatecznie dynastia Tang ukróciła tę sytuację i podporządkowała zakony władzy państwa.

### Kodeks prawny mnichów
Mnisi zobowiązani są przestrzegać pięciu norm: 
1. Nie będziesz przesadzał w jedzeniu ani jadł po południu.
2. Nie będziesz brał czynnego ani biernego udziału w śpiewach, tańcach i przedstawieniach.
3. Nie będziesz używał pachnideł.
4. Nie będziesz spał w luksusowych warunkach.
5. Nie będziesz przyjmował darów ze złota i srebra[1].

Vinaya stanowi nienaruszalny kodeks, według którego nikt nie może być ponad prawem. Ten zbiór przepisów za cel prawa Buddy uznaje dyscyplinę, w szczególności samodyscyplinę.

### Przykłady kodyfikacji prawa
Aśoka, władca indyjski (268–232 p.n.e.) wywodzący się z dynastii Maurjów, wydał edykty, których zapisy wywodzą się z zasad buddyzmu. Było to 36 kutych w skale i na kolumnach zapisów skierowanych do poddanych. Władca eksponował w nich zasadę odpowiedzialności społecznej, konieczność ograniczenia przemocy jako instrumentu władzy, zaznaczał etyczną stronę dobrowolnej współpracy. W jednej z inskrypcji Aśoka odnotowuje zasadę niestosowania przemocy zarówno fizycznej, jak i mentalnej. Przypomina, że niegdyś zabijano dziennie setki zwierząt, by zaopatrzyć w mięso królewskie kuchnie, a teraz ich liczbę zmniejszono do kilku sztuk. Skodyfikowane zasady buddyzmu są skutkiem nawrócenia indyjskiego władcy – stanowią przykład, w jaki sposób zasady religijne wpłynęły na zasady prawne obowiązujące w kraju .
Lu-ling to regulacje i nakazy, które w formie dojrzałego systemu prawnego, ukształtowały się w VII wieku. Lu to regulacje i dekrety administracyjne, ling zaś to nakazy i zakazy z nich wynikające. Normy lu-ling stały się początkiem stworzenia kodeksu prawnego w kulturze prawnej buddyzmu, mającej wpływ na administrację państwową.

## Związki z innymi kulturami prawnymi
Kultura prawna buddyzmu posiada wiele cech wspólnych z hinduistyczną kulturą prawną, łączy się też z konfucjanizmem. Są to kultury prawne oparte na powiązaniach prawa i religii. Prawo buddyzmu zostało ukształtowane w otoczeniu kultury Indii, ale równocześnie zostało przeniesione i dostosowane na grunt konfucjanizmu przede wszystkich w Chinach. Buddyzm zmniejszył znaczenie czynności rytualnych, podkreślił zaś i umocnił znaczenie filozoficznego podejścia do życia. Kultury prawne hinduizmu i buddyzmu charakteryzują się głównie moralizmem, wielowyznaniowością, eklektyzmem. Konfucjanizm podkreśla też gradację społeczną, podczas gdy buddyzm przekazywał idee jednolitości i równości społecznej. W porównaniu do prawa kanonicznego oraz kodeksów zakonnych Zachodu, buddyjskie reguły są starsze oraz dokładniejsze.